# Peter I. (Brasilien)

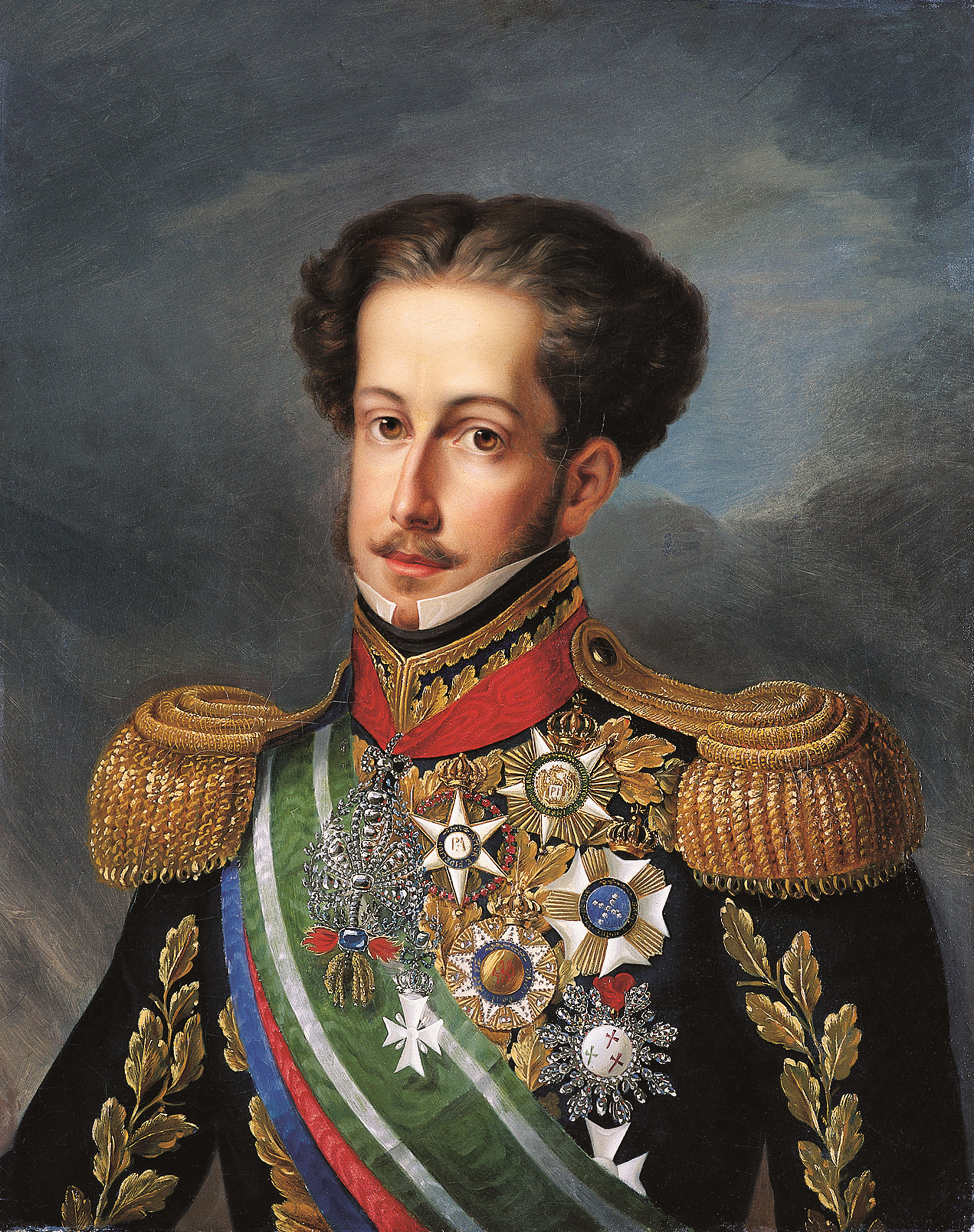
Kaiser Peter I. von Brasilien, König Peter IV. von Portugal (Ölgemälde von Simplício Rodrigues de Sá, um 1830, Museu Imperial)

Peter I. (portugiesisch Dom Pedro I; mit vollständigem Namen Pedro de Alcântara Francisco António João Carlos Xavier de Paula Miguel Rafael Joaquim José Gonzaga Pascoal Cipriano Serafim de Bragança e Bourbon; * 12. Oktober 1798 in Queluz; † 24. September 1834 ebenda) war von 1822 bis 1831 Kaiser von Brasilien und unter dem Namen Peter IV. 1826 König von Portugal. Er stammte aus dem Haus Braganza.

## Leben

### Die frühen Jahre

#### Geburt

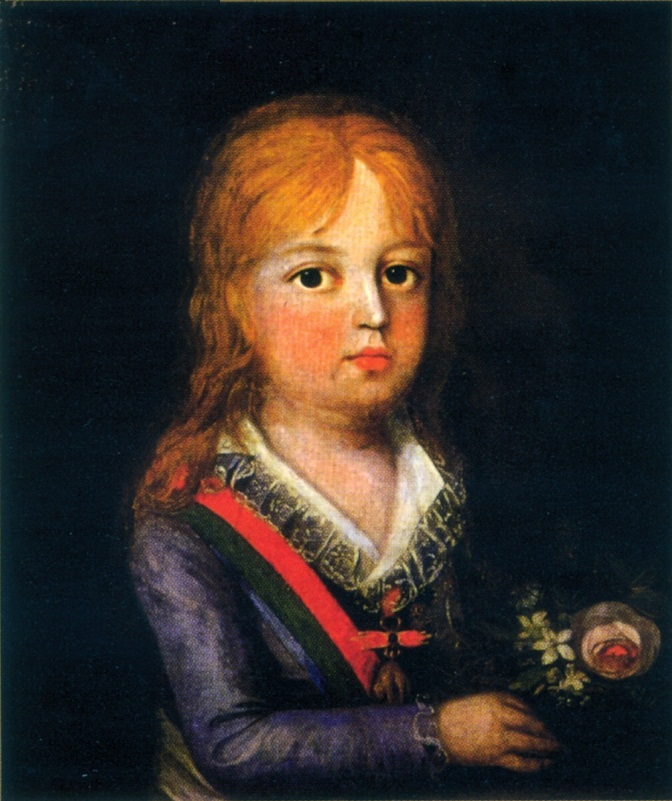
Peter I. mit 2 Jahren, 1800

Peter I. wurde am 12. Oktober 1798 um 8:00 Uhr im Königspalast von Queluz in der Nähe von Lissabon geboren. Er wurde nach Petrus von Alcantara benannt, und sein voller Name war Pedro de Alcântara Francisco António João Carlos Xavier de Paula Miguel Rafael Joaquim José Gonzaga Pascoal Cipriano Serafim. Er besaß ab seiner Geburt ein Anrecht auf die Anrede Dom („Herr“).
Durch seinen Vater, Prinz Johann (später König Johann VI.), war Peter ein Mitglied des Hauses Braganza (portugiesisch: Bragança) und ein Enkel des Königs Peter III. und der Königin Maria I. von Portugal, welche sowohl Onkel und Nichte als auch Ehemann und Ehefrau waren. Seine Mutter, Charlotte Joachime, war die Tochter des Königs Karl IV. von Spanien.
Seine Eltern führten eine sehr unglückliche Ehe. Charlotte Joachime war eine ehrgeizige Frau, die immer versuchte, die spanischen Interessen zu fördern, auch wenn diese zum Nachteil für Portugal ausfielen. Sie war angeblich ihrem Ehemann untreu und ging so weit, mithilfe unzufriedener portugiesischer Adliger den Sturz ihres Ehemanns zu planen.
Als zweitältester Sohn und viertes Kind wurde Peter aufgrund des Todes seines älteren Bruders Francisco António im Jahre 1801 zum Erben seines Vaters und zum Prinzen von Beira erklärt. Nachdem Königin Maria I. 1793 für unheilbar geisteskrank erklärt worden war, übernahm ihr Sohn Prinz Johann als Regent die Regierungsgeschäfte im Auftrag seiner Mutter. Bis 1802 entfremdeten sich Peters Eltern immer mehr, sodass Johann im Nationalpalast von Mafra und Charlotte Joachime im Ramalhão-Palast wohnte. Peter und seine Geschwister hingegen residierten mit ihrer Großmutter Maria I. im Queluz-Palast, weit entfernt von ihren Eltern, die sie nur bei staatlichen Anlässen in Queluz sahen.

#### Flucht nach Brasilien
Ende November 1807 flüchtete die königliche Familie mit dem neunjährigen Peter nach Brasilien, da sich eine von Napoleon gesandte französische Invasionsarmee auf dem Weg nach Lissabon befand. Napoleon wollte das Land so für seine Weigerung bestrafen, an der Kontinentalsperre gegen England teilzunehmen.
Während der langen und beschwerlichen Reise las Peter Vergils Aeneis und unterhielt sich mit der Schiffsbesatzung, um Navigationskenntnisse zu erwerben. Peter und seine Familie kamen im März 1808 in Rio de Janeiro, der Hauptstadt der größten und reichsten Kolonie Portugals, an, welche zur neuen Residenzstadt ernannt wurde. Peter sollte Portugal erst 1832, also nach 24-jähriger Abwesenheit, wieder betreten.
In Brasilien ließen sich Peter, sein jüngerer Bruder Michael und sein Vater nach einem kurzen Aufenthalt im Paço Real (königlicher Palast) oder Paço de São Cristóvão (St.-Christophs-Palast) nieder. Obwohl Peter nie ein sehr enges Verhältnis zu seinem Vater hatte, liebte er ihn und missbilligte die ständige Erniedrigung, die Johann durch die außerehelichen Affären von Charlotte Joachime erlitten hatte. Im Erwachsenenalter betitelte Peter seine Mutter, für die er nur Gefühle der Verachtung hegte, in aller Öffentlichkeit als „Hündin“. Diese frühen Erfahrungen von Verrat, Kälte und Vernachlässigung hatten großen Einfluss auf die Bildung von Peters Charakter.

#### Ausbildung

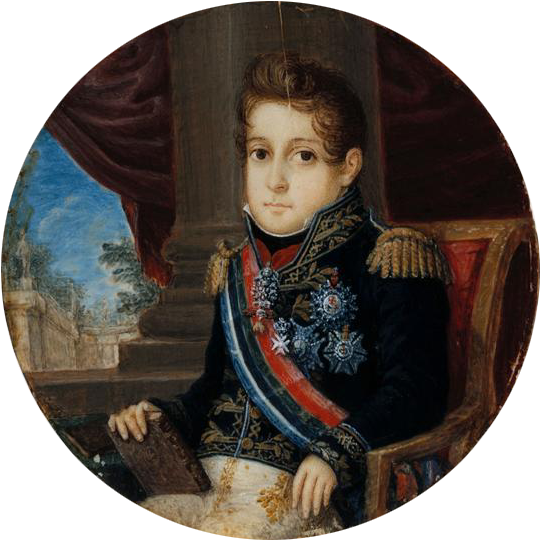
Peter I. mit 11 Jahren, 1809

Ein gewisses Maß an Stabilität in seiner Kindheit bot seine Aia (Gouvernante), Maria Genoveva do Rêgo e Matos, die er wie eine Mutter liebte, und sein Aio (Oberaufseher) Bruder António de Arrábida, der sein Mentor wurde. Beide waren verantwortlich für die Erziehung von Peter und versuchten, ihn mit einer angemessenen Ausbildung zu versehen. Seine Ausbildung umfasste eine breite Palette von Themen wie Mathematik, politische Ökonomie, Logik, Geschichte und Geographie. Er lernte sowohl Portugiesisch als auch Latein und Französisch. Er konnte aus dem Englischen übersetzen und verstand Deutsch. Auch als Kaiser widmete Peter mindestens zwei Stunden am Tag dem Studium und der Lektüre.
Trotz der großen thematischen Breite von Peters Ausbildung erwies sich diese nur als mangelhaft. Der Historiker Otávio Tarquínio de Sousa sagte, dass Pedro „ohne Schatten des Zweifels intelligent, schlagfertig und scharfsinnig war“. Der Historiker Roderick J. Barman berichtet jedoch, dass er von Natur aus „zu überschwänglich, zu unberechenbar und zu emotional“ sei. Er blieb impulsiv und lernte nie, Selbstbeherrschung zu üben oder die Folgen seiner Entscheidungen einzuschätzen sowie seine Ansichten den veränderten Situationen anzupassen.  Dennoch erlaubte sein Vater keiner Person, ihn zu disziplinieren. Während Peters Ausbildung zwei Stunden Unterricht pro Tag vorschrieb, umging er dies manchmal, indem er seine Ausbilder zugunsten von Aktivitäten, die er interessanter fand, wegschickte.

#### Vereinigtes Königreich von Portugal, Brasilien und den Algarven
1815 wurde Brasilien durch einen Beschluss des Wiener Kongresses zu einem eigenen Königreich, das mit Portugal durch Personalunion verbunden war (Vereinigtes Königreich von Portugal, Brasilien und den Algarven). Damit endete für Brasilien der Kolonialstatus. Peters Großmutter, Königin Maria I., erhielt so neben ihren portugiesischen Titeln auch noch die Würde einer Königin von Brasilien. 1816 starb Maria I., und ihr Sohn Johann VI. bestieg den portugiesischen und den brasilianischen Thron. Peter wurde dadurch in beiden Reichen Thronfolger.

#### Erste Ehe

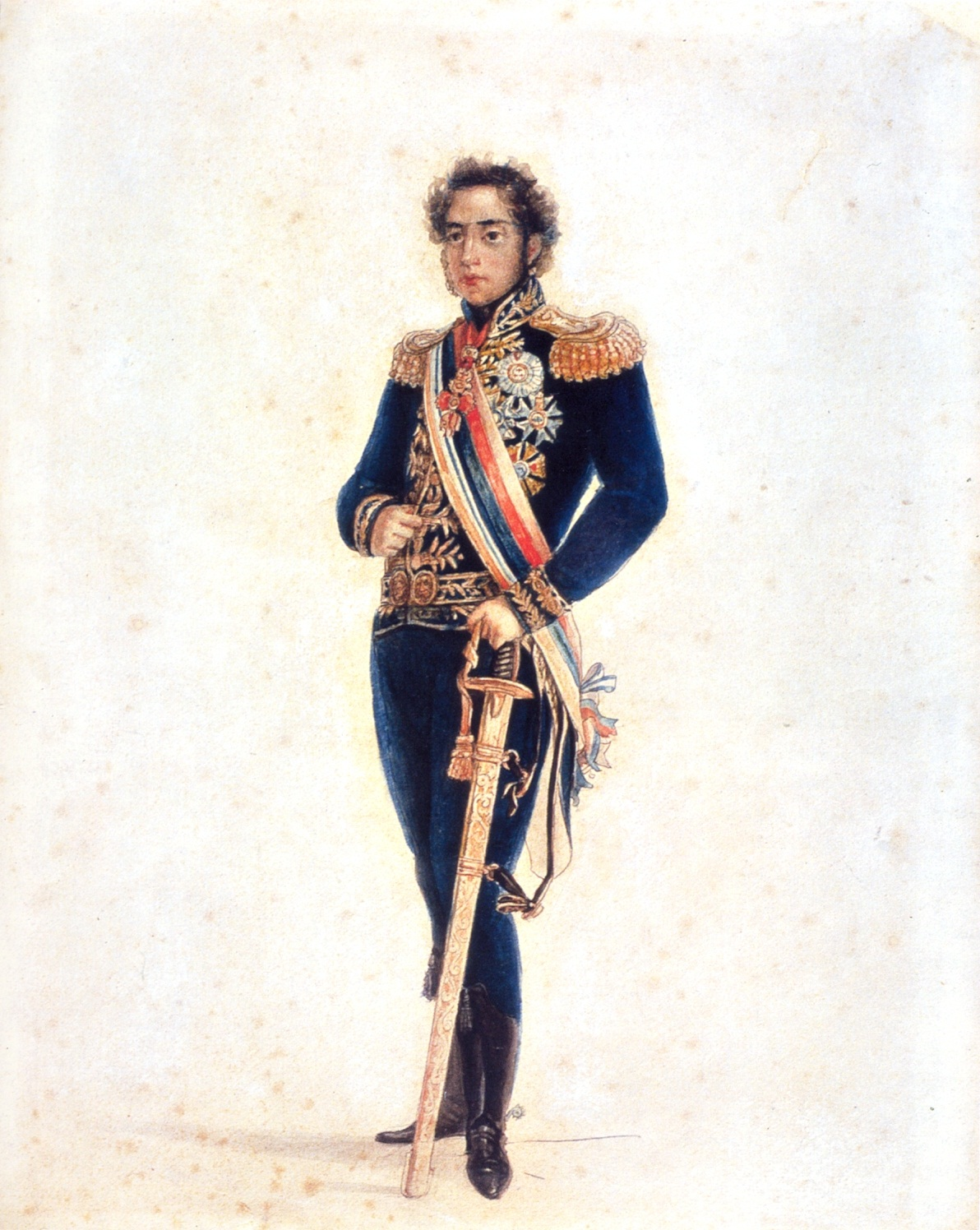
Peter I. mit 18 Jahren, 1816

Der Prinz fand seine Erfüllung vor allem in Aktivitäten, die seine physischen Fähigkeiten forderten, anstatt im Klassenzimmer zu lernen. Auf der Farm seines Vaters in Santa Cruz trainierte Peter Pferde und wurde ein ausgezeichneter Reiter und Hufschmied. Er und sein Bruder Michael liebten Reitjagden auf unbekanntem Terrain, durch Wälder und sogar in der Nacht oder bei schlechtem Wetter. Er zeigte Talent beim Zeichnen und bei handwerklichen Arbeiten und beschäftigte sich mit Holzschnitzerei und Möbelbau. Außerdem hatte er eine Vorliebe für Musik und wurde unter Anleitung von Marcos Portugal ein fähiger Komponist. Er hatte eine gute Singstimme und beherrschte mehrere Musikinstrumente (darunter Klavier, Flöte und Gitarre), auf denen er beliebte Lieder und Tänze spielte. Peter war schlicht in seinen Gewohnheiten und im Umgang mit Menschen. Normalerweise bestand seine Alltagskleidung aus einer weißen Baumwollhose, einer gestreiften Baumwolljacke und einem breitkrempigen Strohhut oder, in formelleren Situationen, aus Gehrock und Zylinder. Nur zu offiziellen Anlässen trug er höfische Kleidung. Er nahm sich häufig Zeit, sich mit Leuten auf der Straße zu unterhalten und ihre Bedenken zur Kenntnis zu nehmen.

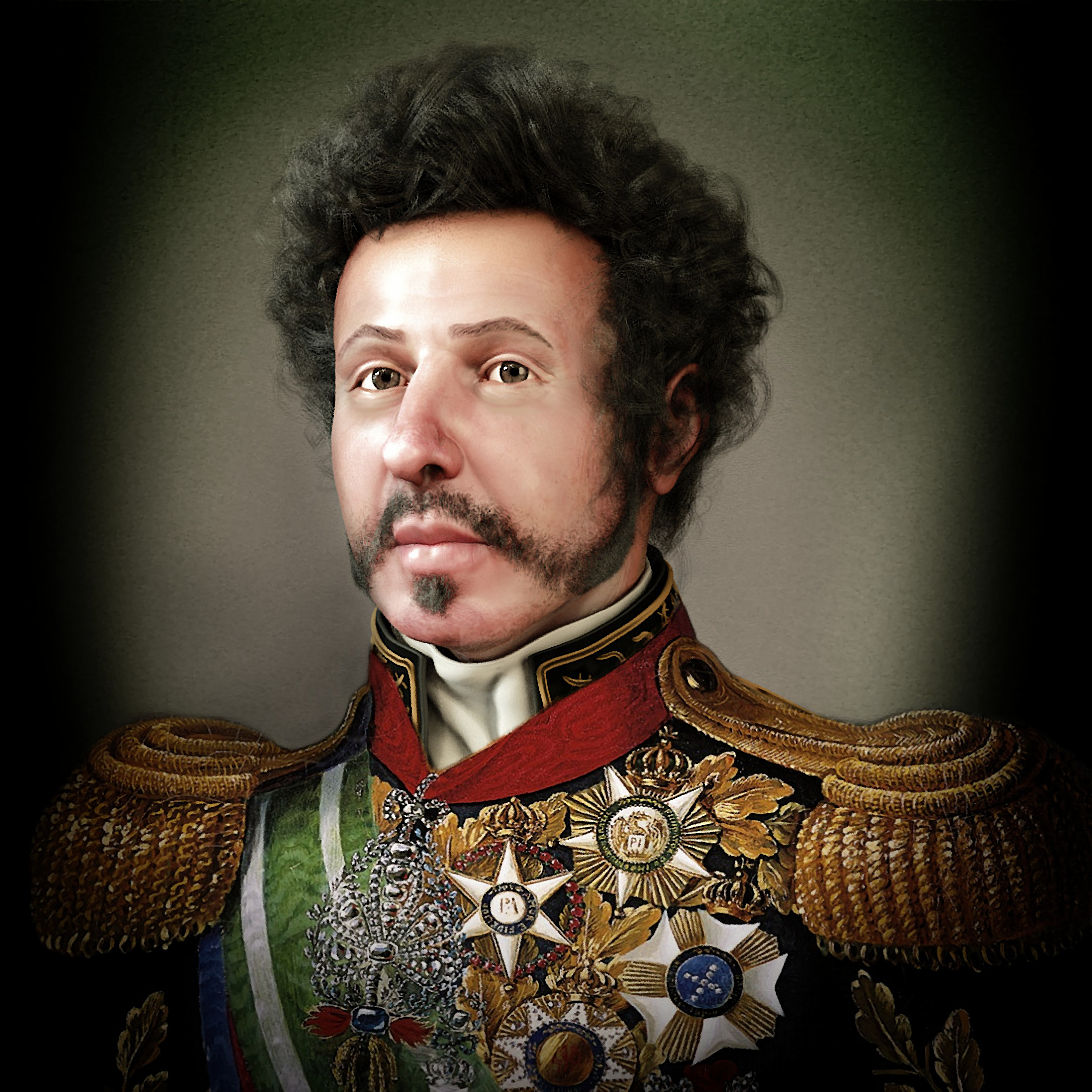
Forensische Gesichtsrekonstruktion von Peter I., 2018

Peter besaß eine Energie, die an Hyperaktivität grenzte. Er war ungestüm und tendenziell herrschsüchtig und aufbrausend. Er langweilte sich leicht und ließ sich sehr schnell ablenken. In seinem Privatleben beschäftigte er sich neben seinen Jagd- und Reitaktivitäten vor allem mit Frauen. Sein ruheloser Geist zwang ihn, Abenteuer zu suchen. Er verkleidete sich manchmal als Reisender und stieg in den anrüchigsten Vierteln von Rio de Janeiro in Tavernen ab. Er trank selten Alkohol, war aber ein unverbesserlicher Frauenheld. Seine früheste bekannte längere Affaire war mit einer französischen Tänzerin namens Noémi Thierry, die ein totes Kind von ihm gebar. Als Pedros Vater als Johann VI. den Thron bestieg, entfernte er Thierry vom Hof, um die Verlobung des Prinzen mit Erzherzogin Maria Leopoldina, der Tochter von Kaiser Franz I. von Österreich (ehemals Franz II., Römisch-deutscher Kaiser), nicht zu gefährden.
Am 13. Mai 1817 wurde Leopoldine in der Augustinerkirche, der Hochzeitskirche der Habsburger in Wien, per Stellvertreter mit Dom Pedro verheiratet. Als Stellvertreter fungierte ihr Onkel, Erzherzog Karl. Als die junge Erzherzogin am 5. November in Rio de Janeiro ankam, verliebte sie sich sofort in Peter, der viel charmanter und attraktiver war, als sie erwartet hatte: „Nach Jahren unter einer tropischen Sonne war sein Teint noch hell, seine Wangen rosig.“ Der 19-jährige Prinz war gutaussehend, etwas über mittelgroß, mit glänzenden dunklen Augen und dunkelbraunem Haar. Es folgte die Hochzeitsmesse mit der Wiederholung der Eheversprechen. Aus der Ehe gingen sieben Kinder hervor: Maria (später Königin Maria II. von Portugal), Miguel, Johann, Januária, Paula, Franziska und Peter (später Kaiser Peter II. von Brasilien).
Eine schwere Belastung für die Ehe war Peters langjährige Beziehung mit Domitília de Castro Canto e Melo, die er zur Markgräfin von Santos (portugiesisch Marquesa de Santos) erhob, deren uneheliche Tochter er legitimierte und die er sogar zur Hofdame seiner Frau machte, was diese tief demütigte. Es kam zu heftigen Auseinandersetzungen zwischen den Eheleuten und sogar zu Handgreiflichkeiten.
Im November 1826 verschlechterte sich der Gesundheitszustand der Kaiserin rapide; sie litt unter Erbrechen, Krämpfen, Blutungen und Verwirrtheit. Am 2. Dezember erlitt die im dritten Monat Schwangere eine Fehlgeburt. Leopoldine starb am 11. Dezember 1826 im Palast Boa Vista bei Rio de Janeiro.
Schon kurz nach ihrem Tod tauchten Gerüchte auf, wonach die Fehlgeburt und ihr Tod dadurch verursacht worden seien, dass ihr Mann sie bei einem heftigen Streit in den Bauch getreten habe. Diese Version wurde auch von einigen Historikern aufgegriffen. Eine gründliche forensische Untersuchung ihrer sterblichen Überreste im Jahr 2012 ergab jedoch keinerlei Hinweise darauf, sondern machte einen Tod infolge einer Infektion wahrscheinlich.

### Unabhängigkeit Brasiliens

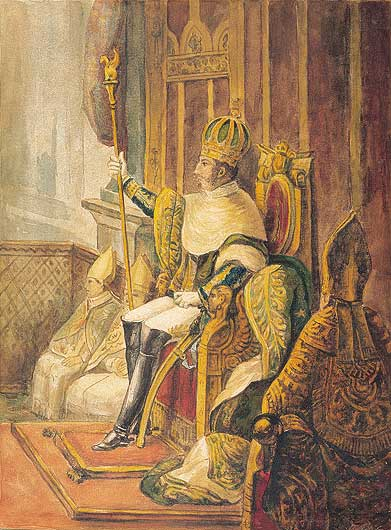
Krönung des Kaisers Peter I. 1822 (Aquarell von Jean-Baptiste Debret)

#### Liberale Revolution 1820
In Portugal hatten inzwischen britische Truppen die französische Besatzung beendet. Da der König aber zunächst nicht nach Portugal zurückkehren wollte, wurde das Land vom britischen Oberbefehlshaber William Carr Beresford als Militärdiktator regiert. Am 17. Oktober 1820 kam die Nachricht, dass die Militärgarnisonen in Portugal meuterten, was zur sogenannten Liberalen Revolution von 1820 führte. Das Militär bildete eine provisorische Regierung, welche die von Johann VI. eingesetzte Regentschaft ersetzte und die Cortes einberief, das jahrhundertealte portugiesische Parlament. Dieses wurde demokratisch gewählt und hatte das Ziel, eine nationale Verfassung zu schaffen. Peter war überrascht, als sein Vater ihn nicht nur um seinen Rat bat, sondern auch beschloss, ihn nach Portugal zu schicken, um dort die Regentschaft zu übernehmen und die Revolutionäre zu beschwichtigen. Das Problem war, dass Peter niemals auf die Ausübung der Herrschaft vorbereitet worden war und zuvor niemals an staatlichen Angelegenheiten teilnehmen durfte. Die Rolle, die ihm als Thronfolger zugestanden hätte, wurde stattdessen von seiner älteren Schwester Maria Teresa ausgeübt: Johann VI. hatte sich auf sie verlassen, und sie war es, die Mitglied im Staatsrat wurde.
Peter wurde von seinem Vater und den engsten Beratern des Königs, die alle an den Prinzipien der absoluten Monarchie festhielten, mit Argwohn betrachtet. Im Gegensatz dazu war der Prinz ein bekannter, überzeugter Anhänger des Liberalismus und der konstitutionellen repräsentativen Monarchie. Er hatte die Werke von Voltaire, Benjamin Constant, Gaetano Filangieri und Edmund Burke gelesen. Sogar seine Frau Maria Leopoldina bemerkte: „Mein Mann, Gott helfe uns, liebt die neuen Ideen.“ Johann VI. verschob Peters Abreise so lange wie möglich, weil er befürchtete, dass Peter, sobald er in Portugal eintraf, von den Revolutionären zum neuen König ausgerufen werden würde.
Am 26. Februar 1821 meuterten portugiesische Truppen in Rio de Janeiro. Weder Johann VI. noch seine Regierung unternahmen Schritte gegen die meuternden Einheiten. Peter entschied, selbstständig zu handeln und traf sich mit den Rebellen. Er verhandelte mit ihnen und überzeugte seinen Vater, ihre Forderungen zu akzeptieren. Dazu gehörte die Ernennung eines neuen Kabinetts und der Gehorsam gegenüber der zukünftigen portugiesischen Verfassung. Am 21. April traf sich der Adel von Rio de Janeiro in der Börse, um seine Vertreter für die Cortes zu wählen. Eine kleine Gruppe von Unruhestiftern kaperte das Treffen und bildete eine revolutionäre Regierung. Wiederum blieben Johann VI. und seine Minister passiv, und der Monarch war bereit, die Forderungen der Revolutionäre zu akzeptieren, bis Peter die Initiative ergriff und Truppen zur Wiederherstellung der Ordnung entsandte. Unter dem Druck der Cortes reisten Johann VI. und seine Familie, darunter Königin Charlotte Joachime und Peters jüngerer Bruder Prinz Michael, schweren Herzens am 26. April nach Portugal ab.  Peter wurde von seinem Vater zum Regenten in Brasilien ernannt und blieb in Rio de Janeiro.

#### Unabhängigkeit oder Tod

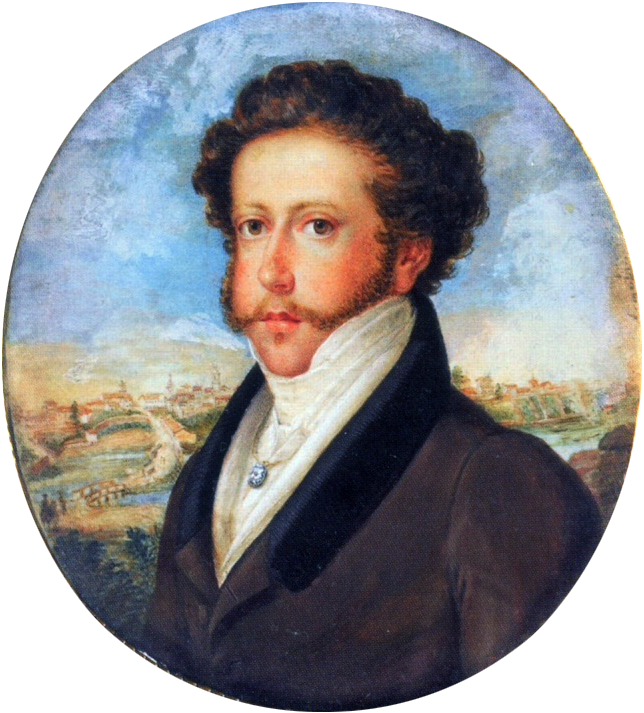
Peter I. mit 23 Jahren und der Stadt São Paulo im Hintergrund, August 1822

Zu Beginn seiner Regentschaft verkündete Peter, dass er die Persönlichkeits- und Eigentumsrechte garantieren werde. Er reduzierte weiterhin die Regierungsausgaben und die Steuern. Sogar die Revolutionäre, die nach dem Vorfall in der Börse festgenommen worden waren, wurden wieder freigelassen. Am 5. Juni 1821 meuterten Truppen unter Generalleutnant Jorge Avilez (späterer Graf von Avilez) und verlangten, dass Peter schwören solle, die portugiesische Verfassung zu unterstützen. Der Militärputsch hatte zum Ziel, die Macht an Avilez zu übertragen und Peter in eine bloße Galionsfigur zu verwandeln. Der Prinz ritt allein zu den Meuterern, verhandelte ruhig und einfallsreich mit ihnen, gewann den Respekt der Truppen und konnte eine Abmilderung der inakzeptableren Forderungen erreichen. Er akzeptierte das immer noch unbefriedigende Ergebnis, bemerkte aber, dass dies das letzte Mal sei, dass er unter Druck nachgeben würde.
Als die Cortes in Portugal die Auflösung der Regierung in Rio de Janeiro und Peters Rückkehr anordneten, kam es zur Krise, da die Brasilianer dies als Versuch werteten, ihr Land, das seit 1815 keine Kolonie mehr, sondern ein eigenes Königreich war, erneut Portugal zu unterwerfen. Am 9. Januar 1822 legte man Peter eine Petition mit 8000 Unterschriften vor, in der man ihn bat, nicht nach Portugal zurückzukehren. Er bewilligte diesen Wunsch mit der Begründung, dass „es für das Wohl aller und das allgemeine Glück der Nation“ sei. Avilez versuchte daraufhin, mit einer erneuten Meuterei Peters Rückkehr nach Portugal zu erzwingen. Diesmal fügte sich der Prinz nicht; er sammelte brasilianische Truppen, die sich bei früheren Meutereien nicht den Portugiesen angeschlossen hatten, Milizeinheiten und bewaffnete Zivilisten um sich und ging zum Gegenschlag über. Der zahlenmäßig unterlegene Avilez musste kapitulieren und wurde zusammen mit seinen Truppen aus Brasilien vertrieben.
Während der folgenden Monate versuchte Peter, den Anschein der Einheit von Brasilien und Portugal zu wahren, bereitete sich aber zugleich auf den drohenden Bruch vor. Beraten von einem fähigen Minister, José Bonifácio de Andrada, suchte er Unterstützung außerhalb von Rio de Janeiro. Er reiste im April nach Minas Gerais und im August nach São Paulo und wurde in beiden brasilianischen Provinzen herzlich empfangen, was seine Autorität stärkte. Bei seiner Rückkehr aus São Paulo erhielt er am 7. September 1822 die Nachricht, dass die Cortes die Selbstverwaltung Brasiliens nicht akzeptierten und allen mit Bestrafung drohten, die ihren Befehlen nicht gehorchen würden. Daraufhin rief er noch am selben Tag in der Nähe des Flüsschens Riacho do Ipiranga die Unabhängigkeit Brasiliens aus, indem er erklärte: „Freunde, die portugiesischen Cortes wollten uns versklaven und verfolgen. Ab heute sind unsere Bande beendet. Mit meinem Blut, bei meiner Ehre, bei meinem Gott schwöre ich, die Unabhängigkeit Brasiliens herbeizuführen. Brasilianer, lasst unsere Parole von diesem Tag an Unabhängigkeit oder Tod sein!“ Die Parole „Unabhängigkeit oder Tod“ (Indepêndencia ou morte!), ging als „Ruf vom Ipiranga“ (Grito do Ipiranga) in die Geschichte ein.
Einiges deutet allerdings darauf hin, dass dieser Schritt vorher mit seinem Vater, dem portugiesischen König, abgesprochen war. Durch Lateinamerika ging zu diesem Zeitpunkt eine breite revolutionäre Bewegung; die Brasilien benachbarten spanischen Kolonien erklärten reihenweise ihre Unabhängigkeit und wurden zu Republiken (vgl. Simón Bolívar). Der portugiesische König befürchtete wohl zu Recht eine ähnliche Entwicklung in Brasilien, wenn die Cortes ihren Willen durchsetzen und Brasilien wieder zur Kolonie erklären würden. In der Unabhängigkeit wurde also eine Möglichkeit gesehen, Brasilien, das reichste Territorium der Krone, dem Haus Braganza zu bewahren. Auch war die Unabhängigkeit die eleganteste Möglichkeit, das Land dem Einfluss des portugiesischen Parlaments vollkommen zu entziehen. Zwar konnte der portugiesische König die Unabhängigkeit Brasiliens nicht sofort anerkennen (dies geschah erst 1825), aber er bestrafte seinen Sohn auch nicht. Insbesondere entzog er ihm nicht das Thronfolgerecht in Portugal und wahrte damit die Möglichkeit, beide Länder in Zukunft wieder in einer Personalunion zusammenzuführen.

#### Verfassungskaiser

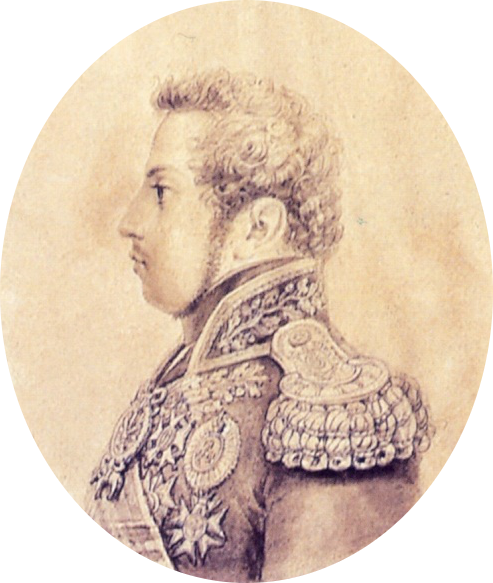
Peter I. mit 25 Jahren, 1823

Am 12. Oktober 1822, Peters 24. Geburtstag, wurde mit seiner Ausrufung zum Kaiser Dom Pedro I. das brasilianische Kaiserreich begründet; am 1. Dezember wurde er in der heutigen Kathedrale von Rio de Janeiro gekrönt. Seine Position als Kaiser wurde nicht sofort von allen brasilianischen Gebieten anerkannt; er musste die Unterwerfung mehrerer Provinzen in den nördlichen, nordöstlichen und südlichen Regionen erzwingen. Die letzten portugiesischen Widerstandskämpfer ergaben sich Anfang 1824.
Inzwischen verschlechterte sich die Beziehung Peters I. zu Bonifácio. Nachdem dieser seine Stellung dazu benutzt hatte, politische Gegner zu schikanieren, juristisch zu verfolgen, zu verhaften und sogar zu verbannen, wurde er von Peter entlassen. Die Gegnerschaft zwischen dem Monarchen und seinem früheren Minister wurde unmittelbar in der Generalversammlung spürbar, die zur Ausarbeitung einer Verfassung gewählt worden war. Als Mitglied der verfassunggebenden Versammlung behauptete Bonifácio, dass es eine portugiesische Verschwörung gegen brasilianische Interessen gebe, und deutete an, dass der in Portugal geborene Peter I. daran beteiligt gewesen sei. Der darüber empörte Kaiser löste am 12. November 1823 die verfassunggebende Versammlung auf und forderte Neuwahlen. Am folgenden Tag beauftragte er den neu gebildeten Staatsrat mit der Erstellung eines Verfassungsentwurfs. Kopien des Entwurfs wurden an alle Stadträte geschickt und die große Mehrheit stimmte für eine sofortige Annahme der neuen Verfassung des Kaiserreichs.
Gegen den durch die Verfassung geschaffenen stark zentralisierten Staat erhoben sich sezessionistische Rebellen in Ceará, Paraíba und Pernambuco, die versuchten, diese Gebiete von Brasilien abzuspalten und zur Äquator-Konföderation (Confederação do Equador) zusammenzuschließen. Um Blutvergießen zu vermeiden, versuchte Peter I. zunächst vergeblich, die Rebellen zu beschwichtigen. Sie konnten zu keinem Zeitpunkt die Kontrolle über ihre Provinzen sichern und wurden leicht unterworfen. Ende 1824 war die Rebellion beendet. 16 Rebellenführer wurden hingerichtet, alle anderen vom Kaiser begnadigt.

### Krisen innen und außen

#### Portugiesische Dynastie

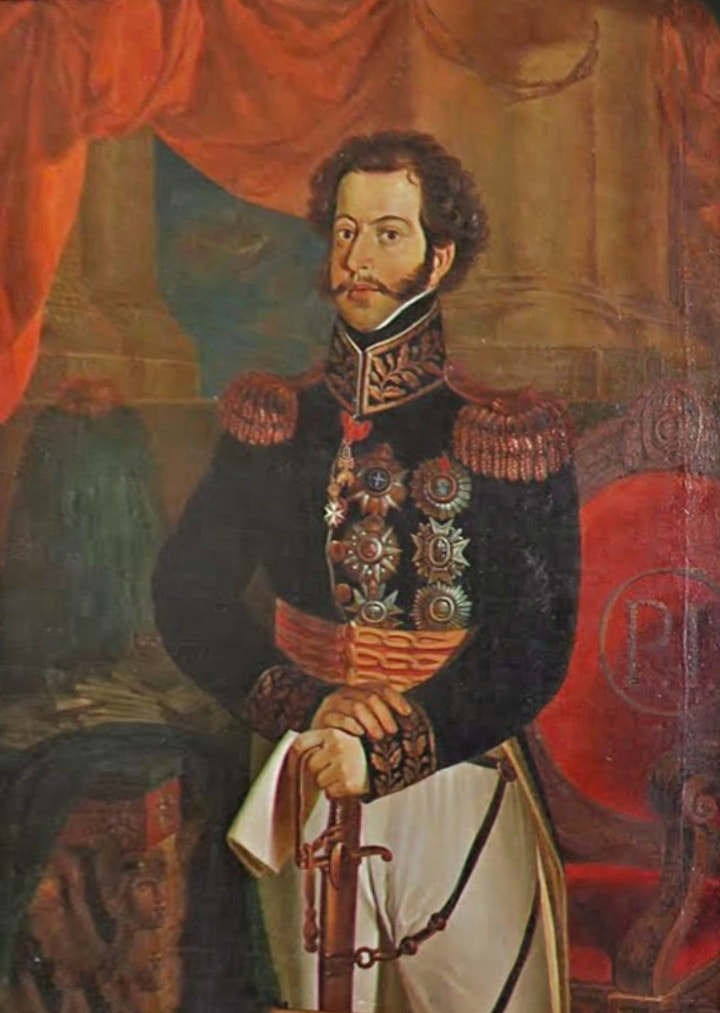
Peter I. mit 27 während seiner Reise nach Salvador, Bahia, März 1826

In Portugal versuchten 1824 konservative Kräfte unter Führung der Königin und des Prinzen Michael, das Ergebnis der liberalen Revolution rückgängig zu machen und den Absolutismus wieder einzuführen. Da der König diesen Bestrebungen ablehnend gegenüberstand, wurde er von seiner Frau und seinem Sohn praktisch als Gefangener gehalten. Er konnte jedoch schließlich entkommen und mit britischer Hilfe die Regierung wieder übernehmen. Peters Bruder Michael musste ins Exil nach Wien gehen. Die liberale Verfassung von 1821 wurde jedoch von Johann VI. widerrufen.
Nach langen Verhandlungen unterzeichnete Portugal am 29. August 1825 einen Vertrag, in dem die Unabhängigkeit Brasiliens anerkannt wurde. Im Gegenzug verpflichtete sich Brasilien zu Entschädigungszahlungen an Portugal. Alle in Brasilien lebenden portugiesischen Staatsbürger sollten für erlittene Verluste, beispielsweise beschlagnahmte Grundstücke, entschädigt werden. Johann VI. behielt das Recht, sich Kaiser von Brasilien zu nennen. Dass die von Brasilien erkämpfte Unabhängigkeit im Vertrag als eine vom König gewährte Wohltat dargestellt wurde, empfand man in Brasilien als Demütigung.
Da Brasilien die von Portugal geforderte Entschädigung in Höhe von zwei Millionen englischen Pfund nicht selbst aufbringen konnte, musste es sich bei britischen Banken verschulden. Auf Druck Großbritanniens musste Brasilien 1826 Verträge abschließen, in denen die Vorrechte Großbritanniens im Handel erneuert wurden und Brasilien sich verpflichtete, den Sklavenhandel mit Afrika innerhalb von vier Jahren abzuschaffen. Beide Abkommen waren für die brasilianischen Wirtschaftsinteressen äußerst schädlich.
Einige Monate später erhielt der Kaiser die Nachricht, dass sein Vater am 10. März 1826 gestorben war und dass er ihm auf dem portugiesischen Thron als König Peter IV. nachfolgen sollte.
Seit dem Aufstand von 1824 hatte Portugal keine Verfassung mehr. Peter gab dem Land daher umgehend eine neue Verfassung, die so genannte Charta von 1826. Die portugiesische Regentin, seine Schwester Isabella Maria, und die sie umgebenden Politiker waren jedoch absolutistisch eingestellt und versuchten das Inkrafttreten der Charta zu verhindern. Erst das beherzte Eingreifen des späteren Herzogs von Saldanha führte schließlich dazu, dass die Charta in Portugal in Kraft treten konnte.

Das kaiserlich brasilianische Wappen

Peter IV. gelang es nicht, seine beiden Reiche wieder zu vereinen. Er scheiterte nach kurzer Zeit an der Unmöglichkeit, Brasilien und Portugal gleichzeitig zu regieren. In Portugal war man nicht mehr gewillt, erneut einen König zu ertragen, der nicht im Lande residierte. In Brasilien dagegen wurde die Kritik daran, dass der Kaiser mehr und mehr Energie zur Lösung der portugiesischen Probleme aufwendete, immer lauter. Der Monarch musste sich schließlich zwischen Brasilien und Portugal entscheiden, und er entschied sich für Brasilien. So dankte er im Mai 1826 nach nur zwei Monaten Regierung in Portugal ab.
Vorher regelte er allerdings noch die Nachfolge in seinem Sinne: In Portugal sollte ihm seine älteste Tochter Maria II. auf den Thron folgen, in Brasilien dagegen nach seinem Tod einer seiner Söhne. Da seine Schwester Isabella Maria mit der Regentschaft in Portugal offensichtlich überfordert war, setzte er seinen Bruder Michael, der sich seit 1824 im Exil in Wien befand, als Regenten für seine noch minderjährige Tochter ein. Er plante zudem eine Heirat zwischen ihnen, um die beiden verfeindeten Linien des Hauses Braganza wieder zusammenzuführen.
In Wien wurde sogar bereits eine Stellvertreterhochzeit durchgeführt. Maria, die sich bis dahin am Hof ihres Vaters in Rio de Janeiro aufgehalten hatte, reiste nach Wien, wo sie am kaiserlichen Hof ihre Erziehung beenden sollte. Michael dagegen reiste, nachdem er seinem Bruder und seiner Nichte als Königin sowie der Verfassungscharta die Treue geschworen hatte, nach Lissabon, wo er von Isabella Maria die Regentschaft übernahm.
Trotz seiner Abdankung mischte sich Peter I. weiterhin in diplomatische und interne Angelegenheiten Portugals ein. Es fiel ihm offenbar schwer, seine Position als brasilianischer Kaiser von seinen Verpflichtungen zum Schutz der Interessen seiner Tochter in Portugal zu trennen.

#### Krieg der zwei Brüder
Allerdings hatte Peter die Rechnung ohne seinen Bruder gemacht: Sobald Michael in Lissabon angekommen war, widerrief er die getroffenen Absprachen, verbündete sich mit den reaktionären Kreisen um Isabella Maria, löste das neue Zweikammerparlament auf, berief traditionelle Cortes (Rat der drei Stände, Conselho dos três Estados) ein und ließ sich von diesen als Michael I. zum König ausrufen (1828). Damit war die rechtmäßige Königin, seine minderjährige Nichte und Braut Maria II., für die er die Regierung hätte führen sollen, abgesetzt. Als legalistische Begründung dieses Coups wurde unter Hinweis auf die zwischenzeitlich von Portugal anerkannte Unabhängigkeit Brasiliens angeführt, dass Peter IV., als er sich 1822 zum Kaiser von Brasilien ausrufen ließ, zum ausländischen Monarchen geworden und deshalb für sich und seine Nachkommen aller Ansprüche auf den portugiesischen Thron verlustig gegangen sei.
Peter war nicht bereit, den Vertrauensbruch seines jüngeren Bruders hinzunehmen, und wollte seiner Tochter den portugiesischen Thron erhalten. So begann der „Krieg der zwei Brüder“ oder Miguelistenkrieg (1832–1834).

#### Krieg und Witwerschaft

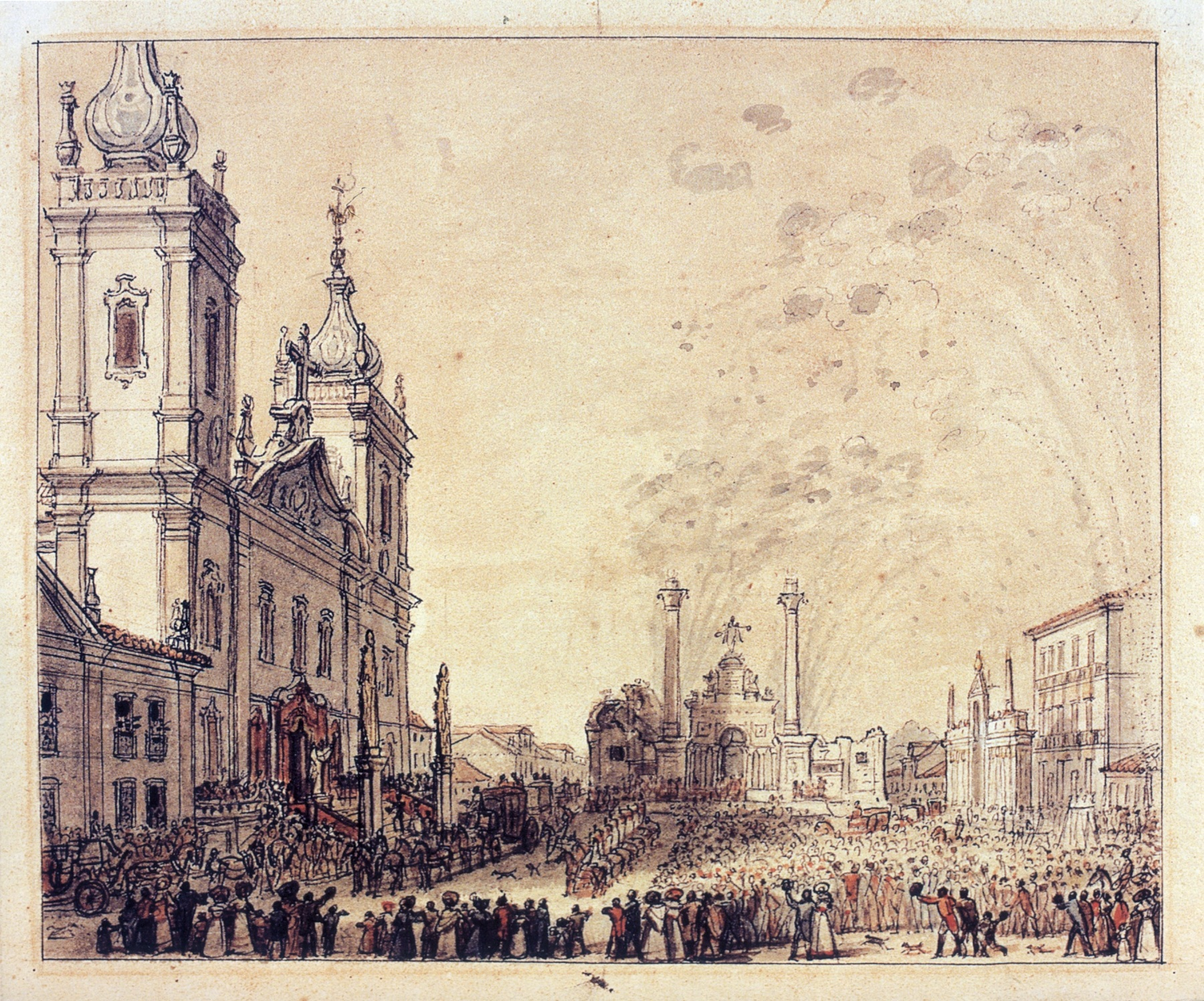
Feier anlässlich der Rückkehr von Peter I. aus Bahia am 4. April 1826 auf dem Platz São Francisco de Paula in Rio de Janeiro

Von den Vereinigten Provinzen des Río de la Plata (dem heutigen Argentinien) unterstützt, erklärte eine kleine Gruppe im April 1825 die südlichste Provinz Brasiliens, Cisplatina, für unabhängig. Die brasilianische Regierung nahm diesen Sezessionsversuch zunächst als kleinen Aufstand wahr. Es dauerte Monate, bis die Beteiligung der Vereinigten Provinzen ernsthafte Besorgnis erregte. Das Kaiserreich erklärte im Dezember den Vereinten Provinzen den Krieg und löste somit den Argentinisch-Brasilianischen Krieg aus. Der Kaiser reiste im Februar 1826 mit seiner Frau und seiner Tochter Maria nach Bahia im Nordosten Brasiliens, um zur Unterstützung der Kriegsanstrengungen aufzurufen.
In seinem Gefolge befand sich Domitila de Castro (damalige Vicomtesse und spätere Markgräfin von Santos), die Peter I. seit ihrem ersten Treffen im Jahr 1822 geliebt hatte. Obwohl er Maria Leopoldina nie treu gewesen war, hatte er zuvor darauf geachtet, seine Eskapaden mit anderen Frauen zu verbergen. Seine Liebe zu seiner neuen Geliebten sei jedoch „sowohl offen als auch grenzenlos geworden“, was seine Frau in Schwierigkeiten brachte und sie dem Klatsch aussetzte. Peter I. wurde immer unhöflicher und abweisender gegenüber Maria Leopoldina, ließ ihr wenig Geld, verbot ihr das Verlassen des Palastes und zwang sie, Domitilas Anwesenheit als Hofdame zu ertragen. In der Zwischenzeit nutzte seine Geliebte die Gelegenheit, um ihre Interessen sowie die ihrer Familie und Freunde zu fördern. Wer Gefälligkeiten suchte oder Projekte fördern wollte, bemühte sich zunehmend um ihre Hilfe, unter Umgehung des gesetzmäßigen Weges.
Am 24. November 1826 segelte Peter I. von Rio de Janeiro nach São José in der Provinz Santa Catarina. Von dort ritt er nach Porto Alegre, der Hauptstadt der Provinz Rio Grande do Sul, wo die Hauptarmee stationiert war. Bei seiner Ankunft am 7. Dezember stellte der Kaiser fest, dass die militärische Lage weitaus schlechter war als nach früheren Berichten erwartet. Er „reagierte mit seiner gewohnten Energie: Er erließ eine Flut von Befehlen, feuerte angebliche Pfropflinge und Unbefugte, verbrüderte sich mit den Truppen und schüttelte im Allgemeinen die Militär- und Zivilverwaltung auf.“ Er war bereits auf dem Weg zurück nach Rio de Janeiro als ihm mitgeteilt wurde, dass Maria Leopoldina nach einer Fehlgeburt gestorben sei. Unbegründete Gerüchte verbreiteten sich bald und gaben an, sie sei gestorben, nachdem sie von Peter I. körperlich angegriffen worden war. In der Zwischenzeit ging der Krieg weiter, ohne dass ein Abschluss in Sicht war. Peter I gab Cisplatina im August 1828 auf, und die Provinz wurde die unabhängige Nation von Uruguay.

#### Zweite Ehe

Heirat von Peter I. mit Amélie von Leuchtenberg. Neben ihm stehen seine Kinder mit Maria Leopoldina: Peter, Januária, Paula und Francisca

Nach dem Tod seiner Frau wurde Peter I. klar, wie elend er sie behandelt hatte, und seine Beziehung zu Domitila begann zu bröckeln. Maria Leopoldina war im Gegensatz zu seiner Geliebten beliebt gewesen, ehrlich und sie hatte ihn geliebt, ohne Gegenleistungen zu erwarten. Der Kaiser vermisste sie sehr und selbst seine Besessenheit von Domitila konnte sein Gefühl von Verlust und Bedauern nicht überwinden. Eines Tages fand Domitila ihn weinend auf dem Boden, als er ein Porträt seiner verstorbenen Frau umarmte, deren traurig aussehender Geist Peter I. angeblich gesehen haben soll. Später verließ der Kaiser das Bett, das er mit Domitila teilte, und rief: „Geh weg von mir! Ich weiß, ich lebe ein unwürdiges Leben eines Herrschers. Der Gedanke an die Kaiserin verlässt mich nicht.“ Er vergaß seine Kinder nicht, die ihre Mutter verloren hatten, und der Kaiser wurde mehr als einmal beobachtet, dass er seinen Sohn, den jungen Peter, in den Armen hielt und sagte: „Armer Junge, du bist der unglücklichste Prinz der Welt.“
Auf Drängen Peters I. verließ Domitila am 27. Juni 1828 Rio de Janeiro. Er hatte beschlossen, wieder zu heiraten und ein besserer Mensch zu werden. Er versuchte sogar, seinen Schwiegervater von seiner Aufrichtigkeit zu überzeugen, indem er in einem Brief behauptete: „Alle meine Bosheit ist vorbei, ich werde nicht wieder in die Fehler geraten, in die ich geraten bin, die ich bedauere und die ich Gott um Vergebung bat“. Wegen des schlechten Rufs Peters I. aufgrund seines früheren Verhaltens lehnten Prinzessinnen aus verschiedenen Nationen in Europa seine Heiratsanträge nacheinander ab. Sein Stolz war so stark verletzt, dass er seiner Geliebten erlaubte zurückzukehren, was sie am 29. April 1829 tat, nach fast einem Jahr der Abwesenheit.
Als er jedoch erfuhr, dass endlich eine Verlobung arrangiert worden war, beendete der Kaiser seine Beziehung zu Domitila. Am 27. August kehrte sie für immer in ihre Heimatprovinz São Paulo zurück. Tage zuvor, am 2. August, war der Kaiser durch einen Stellvertreter mit Amélie von Leuchtenberg verheiratet worden. Er war fassungslos von ihrer Schönheit, nachdem er sie persönlich getroffen hatte. Die zuvor von der Stimmrechtsvertretung geleisteten Gelübde wurden am 17. Oktober in einer Hochzeitsmesse bestätigt. Amélie war freundlich und liebevoll zu seinen Kindern und bot sowohl seiner Familie als auch der Öffentlichkeit das dringend benötigte Gefühl der Normalität. Nach Domitilas Verbannung vom Hof erwies sich das Gelübde des Kaisers, sein Verhalten zu ändern, als aufrichtig. Er hatte keine Affären mehr und blieb seiner Gattin treu. In dem Versuch, die Missetaten der Vergangenheit zu mildern und sie zu überwinden, schloss er Frieden mit José Bonifácio, seinem ehemaligen Minister und Mentor.

### Zwischen Portugal und Brasilien

#### Endlose Krisen

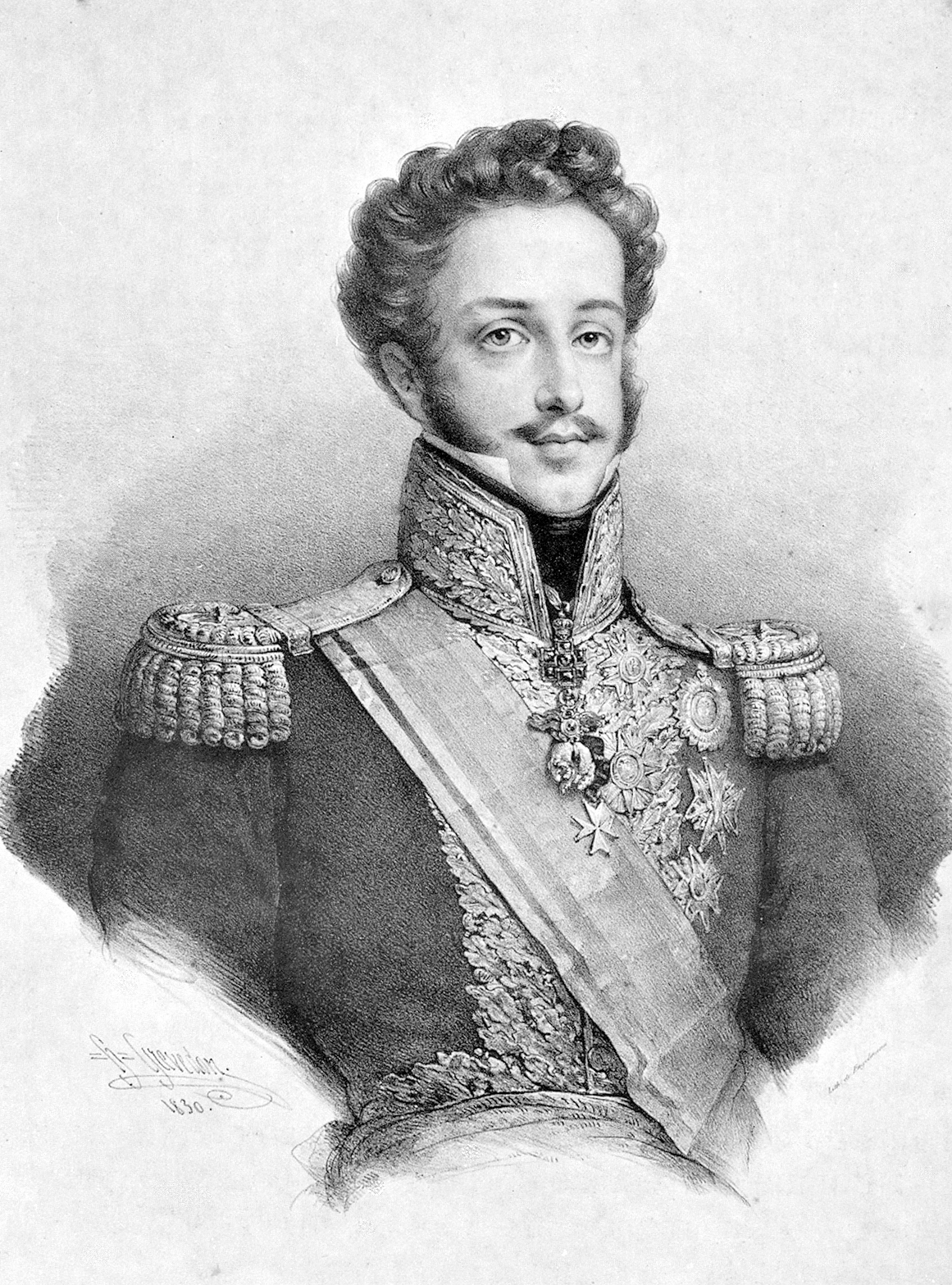
Peter I. mit 32 Jahren, 1830

Seit den Tagen der verfassunggebenden Versammlung im Jahr 1823 und mit erneuter Entschlossenheit der Eröffnung der Generalversammlung (des brasilianischen Parlaments) 1826 gab es einen ideologischen Kampf um das Kräfteverhältnis zwischen Kaiser und gesetzgebendem Organ. Auf der einen Seite standen diejenigen, die Peters I. Ansichten teilten. Politiker, die der Meinung waren, dass der Monarch die Freiheit haben sollte, Minister, nationale Politik und die Richtung der Regierung vorzugeben. In der Opposition standen diejenigen, die damals als Liberale Partei bekannt waren und glaubten, dass Kabinette die Macht haben sollten, die Richtung der Regierung zu bestimmen, und aus Abgeordneten der Mehrheitspartei bestehen sollten, die gegenüber dem Parlament rechenschaftspflichtig waren. Genau genommen befürworteten sowohl die Partei, die die Regierung von Peter unterstützte, als auch die Liberale Partei den Liberalismus und damit die konstitutionelle Monarchie.
Ungeachtet des Versagens Peters als Herrscher respektierte er die Verfassung: Er manipulierte nicht die Wahlen, lehnte es ab, von der Regierung ratifizierte Gesetze zu unterzeichnen oder die Meinungsfreiheit einzuschränken. Obwohl es im Rahmen seiner Befugnisse lag, löste er die Abgeordnetenkammer nicht auf und forderte daraufhin Neuwahlen, wenn dies nicht mit seinen Zielen vereinbar war. Liberale Zeitungen und Broschüren waren voll von Anschuldigungen. Einige davon waren sowohl berechtigt (z. B. dass ein Großteil seiner Energie auf Angelegenheiten in Bezug auf Portugal gerichtet war) als auch falsch und frei erfunden (z. B. dass er an Verschwörungen zur Unterdrückung der Verfassung beteiligt war, um Brasilien und Portugal wieder zu vereinen). Für die Liberalen waren die in Portugal geborenen Freunde des Kaisers, die Teil des kaiserlichen Hofes waren, einschließlich Francisco Gomes da Silva, der den Spitznamen „der Possenreißer“ trug, Teil dieser Verschwörungen und bildeten ein „Geheimkabinett“. Keine dieser Figuren zeigte Interesse an solchen Themen, und was auch immer sie geteilt haben mögen, es gab keine Pläne der Palastkabalen, um die Verfassung aufzuheben oder Brasilien wieder unter die Kontrolle Portugals zu bringen.
Eine weitere Kritikquelle der Liberalen betraf die abolitionistischen Ansichten Peters I. Der Kaiser hatte in der Tat einen schrittweisen Prozess zur Beseitigung der Sklaverei geplant. Die verfassungsmäßige Befugnis zum Erlass von Gesetzen lag jedoch in den Händen der Versammlung, die von sklavenbesitzenden Landbesitzern dominiert wurde, die somit jeden Versuch der Abschaffung vereiteln konnten. Der Kaiser entschied sich dafür, mit Hilfe seines eigenen moralischen Vorbilds, die Versammlung zu überzeugen, indem er seinen befreiten Sklaven in Santa Cruz Land gewährte. Peter I. bekannte sich auch zu anderen fortgeschrittenen Ideen: Als er seine Absicht erklärte, am 9. Januar 1822 in Brasilien zu bleiben und die Bevölkerung ihm die Ehre erweisen wollte, die Pferde abzuspannen und seine Kutsche selbst zu ziehen, lehnte der damalige Prinzregent ab. Seine Antwort war eine gleichzeitige Verurteilung des Gottesgnadentums, des angeblich überlegenen Blutes des Adels, und des Rassismus: „Es schmerzt mich zu sehen, dass meine Mitmenschen einem Mann den Tribut zollen wollen, der einer Gottheit angemessenen ist. Ich weiß, dass mein Blut dieselbe Farbe hat wie das der Neger.“

#### Abdankung

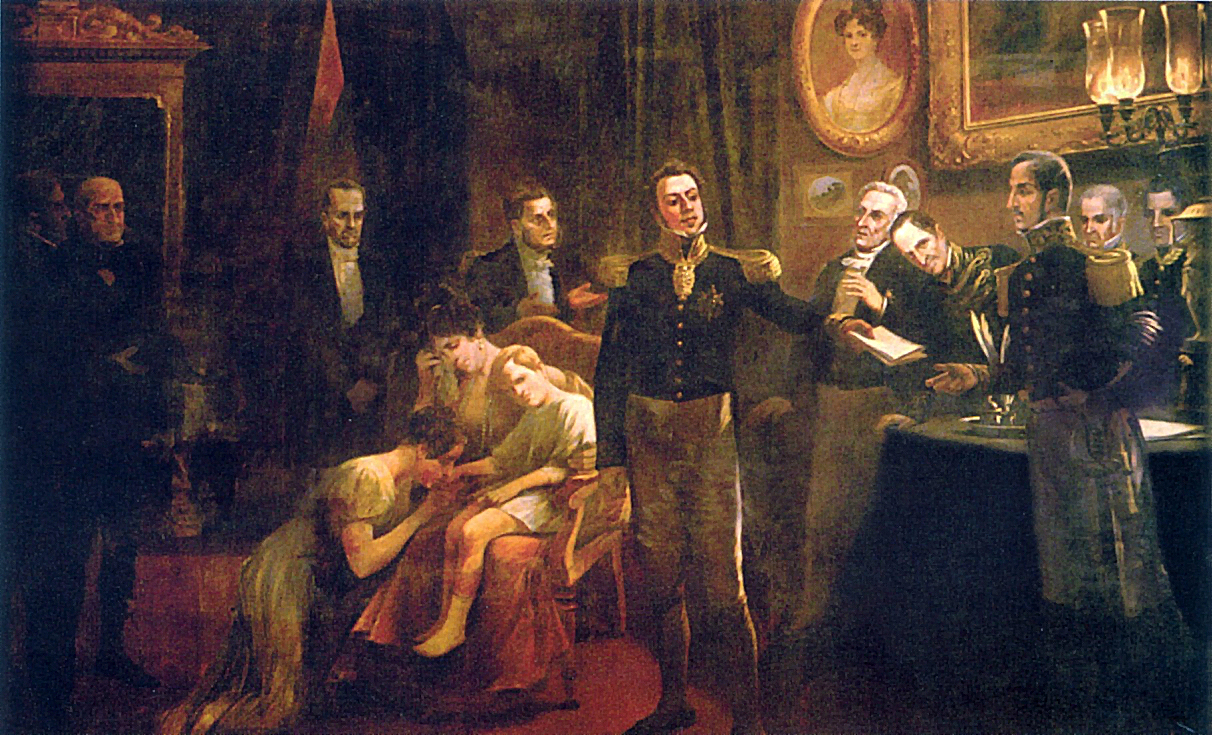
Peter I. übergibt am 7. April 1831 seinen Abdankungsbrief

Die Bemühungen des Kaisers, die Liberale Partei zu beschwichtigen, führten zu sehr gravierenden Veränderungen. Er unterstützte ein Gesetz von 1827, das die Ministerverantwortlichkeit festlegte. Am 19. März 1831 ernannte er ein Kabinett, das sich aus Politikern der Opposition zusammensetzte und dem Parlament eine größere Rolle in der Regierung einräumte. Zuletzt bot er Francisco Gomes und einem anderen in Portugal geborenen Freund Positionen in Europa an, um Gerüchte über ein „Geheimkabinett“ auszulöschen. Zu seiner Bestürzung hielten seine palliativen Maßnahmen die anhaltenden Angriffe der Liberalen auf seine Regierung und seine Geburt im Ausland nicht auf. Durch ihre Unnachgiebigkeit enttäuscht, war er nicht mehr gewillt, sich mit seiner verschlechternden politischen Situation auseinanderzusetzen.
In der Zwischenzeit kämpften portugiesische Exilanten darum, ihn davon zu überzeugen, Brasilien aufzugeben und seine Energien stattdessen dem Kampf um den Anspruch seiner Tochter auf die portugiesische Krone zu widmen.
Die Idee, abzudanken und nach Portugal zurückzukehren, kam ihm in den Sinn, und ab Anfang 1829 sprach er häufig darüber. Bald bot sich die Gelegenheit, diesen Gedanken nachzugeben. Radikale innerhalb der Liberalen Partei versammelten Straßenbanden, um die portugiesische Gemeinde in Rio de Janeiro zu schikanieren. Am 11. März 1831, in der sogenannten noite das garrafadas (Nacht der zerbrochenen Flaschen), rächten sich die Portugiesen und Unruhen ergriffen die Straßen der Landeshauptstadt. Am 5. April entließ Peter I. das liberale Kabinett (erst seit dem 19. März an der Macht) wegen seiner Inkompetenz bei der Wiederherstellung der Ordnung. Eine große Menge versammelte sich am Nachmittag des 6. April in der Innenstadt von Rio de Janeiro und forderte die sofortige Wiederherstellung des aufgelösten Kabinetts. Die Antwort des Kaisers lautete: „Ich werde alles für das Volk tun und nichts, was vom Volk erzwungen wird.“ Irgendwann nach Einbruch der Dunkelheit verließen ihn seine Armeetruppen, einschließlich seiner Wachen, und schlossen sich den Protesten an. Erst dann wurde ihm klar, wie isoliert und losgelöst er von den brasilianischen Angelegenheiten geworden war, und dankte zu jedermanns Überraschung am 7. April gegen 3:00 Uhr ab. Als er den Abdankungsbrief einem Boten übergab, sagte er: „Hier haben Sie meine Abdankung, ich kehre nach Europa zurück und verlasse ein Land, das ich sehr geliebt habe und immer noch liebe.“ Sein Nachfolger in Brasilien wurde sein Sohn Peter II.; nun konnte sich Peter I. ganz den portugiesischen Problemen widmen.

### Rückkehr nach Europa

#### Restaurierungskrieg

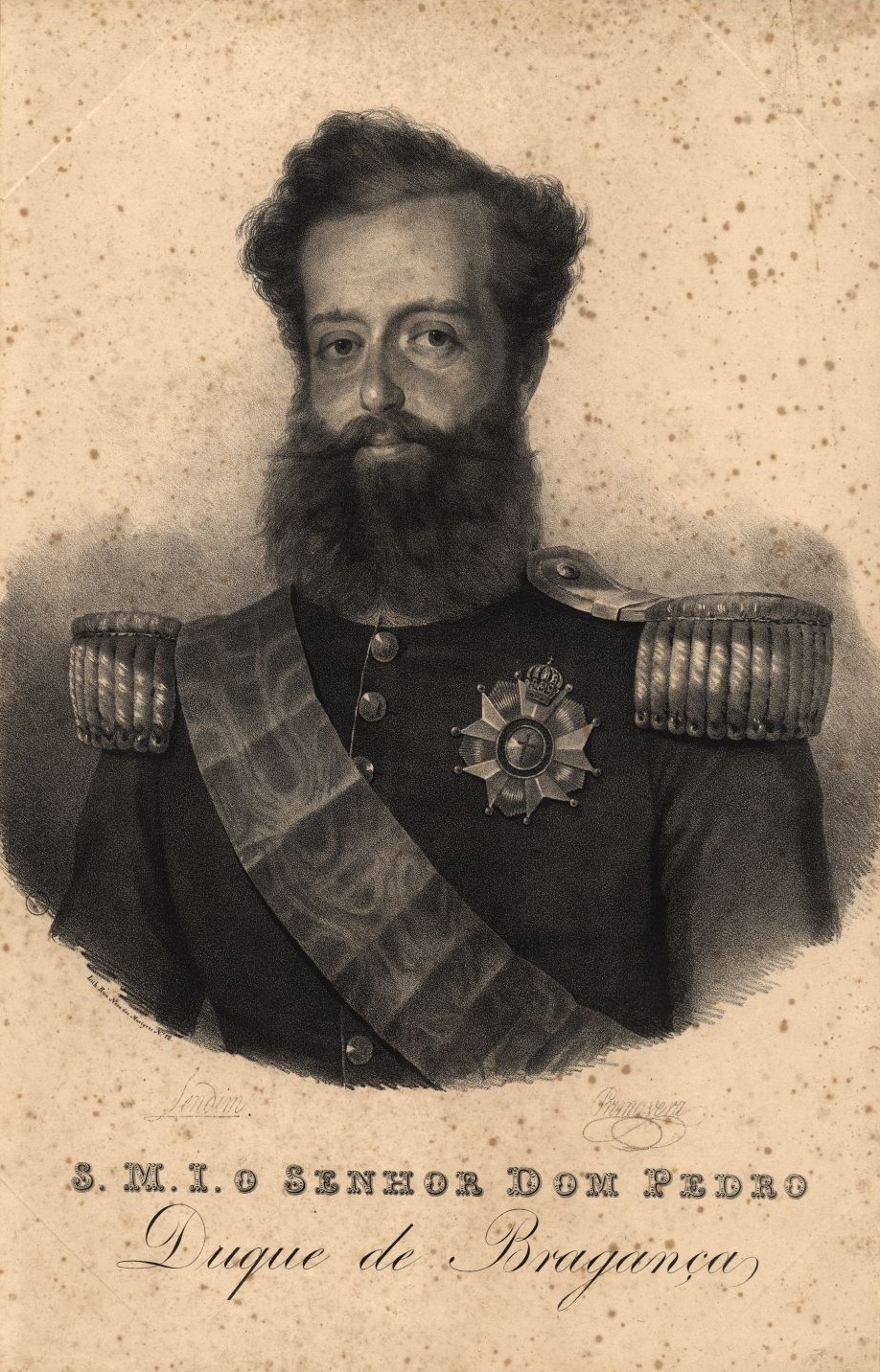
Pedro, Herzog von Braganza, im Alter von 35 Jahren, 1833. Nach dem Einmarsch in Portugal schworen er und seine Soldaten, ihre Bärte nicht zu rasieren, bis Maria II. an der Macht war.

Am Morgen des 7. April wurden Pedro, seine Frau und andere, einschließlich seiner Tochter Maria II. und seiner Schwester Ana de Jesus, an Bord des britischen Kriegsschiffs HMS Warspite gebracht. Das Schiff blieb vor Rio de Janeiro vor Anker und am 13. April reiste der ehemalige Kaiser an Bord der HMS Volage nach Europa.
Er traf am 10. Juni in Cherbourg-Octeville in Frankreich ein. In den nächsten Monaten pendelte er zwischen Frankreich und Großbritannien. Er wurde von beiden Regierungen herzlich begrüßt, erhielt aber keine wirkliche Unterstützung. Er befand sich in einer schwierigen Situation, da er weder im brasilianischen Kaiserhaus noch im portugiesischen Königshaus einen offiziellen Status innehatte. Er nahm am 15. Juni den Titel eines Herzogs von Braganza an und obwohl der Titel nur den Erben von Maria II. zustand, wurde er allgemein anerkannt. Am 1. Dezember wurde seine einzige Tochter von Amélie, Maria Amélia, in Paris geboren.
Er hat seine in Brasilien zurückgelassenen Kinder nicht vergessen. Er schrieb jedem von ihnen ergreifende Briefe, in denen er mitteilte, wie sehr er sie vermisste, und bat sie wiederholt, sich ernsthaft um ihre Erziehung zu kümmern. Kurz vor seiner Abdankung hatte Peter seinem Sohn und Nachfolger gesagt: „Ich habe die Absicht, dass mein Bruder Michael und ich die letzten schlecht Gebildeten der Familie Braganza sein werden.“ Seine Briefe an Peter II. waren oft in einer Sprache verfasst, die über die Lesefähigkeit des Jungen hinausging. Historiker gehen davon aus, dass solche Passagen hauptsächlich als Ratschlag gedacht waren, den der junge Monarch bei Erreichen des Erwachsenenalters nachgehen könnte.
Während seines Aufenthalts in Paris lernte der Herzog von Braganza Gilbert du Motier kennen, den Marquis von Lafayette, einen Veteranen des amerikanischen Unabhängigkeitskrieges, der zu einem seiner treuesten Anhänger wurde. Peter verabschiedete sich am 25. Januar 1832 von seiner Familie, Lafayette und etwa zweihundert Gratulanten. Er kniete vor Maria II. und sagte: „Meine Dame, hier ist ein portugiesischer General, der Ihre Rechte wahrt und Ihre Krone wiederherstellt.“ Unter Tränen umarmte ihn seine Tochter. Peter segelte zum atlantischen Archipel der Azoren, dem einzigen portugiesischen Territorium, das seiner Tochter treu geblieben war. Auf den Azoren hatte inzwischen der spätere Herzog von Terceira eine Flotte Michaels geschlagen, so dass dieser Teil Portugals außerhalb Michaels Einflussbereich blieb. Peter landete am 3. März 1832 auf den Azoren und betrat damit zum ersten Mal seit 1807, als er als Neunjähriger zusammen mit seinem Vater vor den Truppen Napoleons nach Brasilien geflohen war, wieder portugiesischen Boden. Dort stellte er ein eigenes Heer zusammen, mit dem er noch im gleichen Jahr das portugiesische Festland betrat. Mit Hilfe der ihm treu ergebenen liberalen Heerführer, der Herzöge von Terceira und Saldanha, gelang es ihm relativ schnell, die beiden wichtigsten Städte des Landes, Lissabon und Porto, unter Kontrolle zu bekommen und so Michael in die Defensive zu treiben. Nach der Schlacht von Évoramonte wurden Michaels Truppen vollständig geschlagen und dieser musste erneut ins Exil nach Österreich gehen. Königin Maria II. war bereits 1833 nach Lissabon zurückgekehrt, wo sie begeistert empfangen worden war.
Peters Armee belagerte mehr als ein Jahr lang Porto. Dort erhielt er Anfang 1833 Nachrichten aus Brasilien über den bevorstehenden Tod seiner Tochter Paula. Monate später, im September, traf er Antônio Carlos de Andrada, einen Bruder von Bonifácio, der aus Brasilien gekommen war. Als Vertreter der Partei der Restauratoren bat Antônio Carlos den Herzog von Braganza, nach Brasilien zurückzukehren und sein ehemaliges Reich als Regent während der Minderjährigkeit seines Sohnes zu regieren. Peter erkannte, dass die Restauratoren ihn als Werkzeug ihres eigenen Machtaufstiegs einsetzen wollten. Er stellte fast unmögliche Forderungen, um festzustellen, ob das brasilianische Volk und nicht nur eine Fraktion ihn wirklich zurückhaben möchten. Er bestand darauf, dass jeder Antrag auf Rückkehr als Regent verfassungsrechtlich gültig sei. Der Wille des Volkes müsste durch seine örtlichen Vertreter übermittelt und seine Ernennung von der Generalversammlung genehmigt werden. Nur dann und „nach Vorlage einer Petition in Portugal durch eine offizielle Delegation des brasilianischen Parlaments“ würde er die Regentschaft in Betracht ziehen.
Während des Krieges montierte der Herzog von Braganza Kanonen, grub Schützengräben aus, pflegte die Verwundeten, aß in der Menge und kämpfte unter schwerem Feuer, bei dem neben ihm seine Männer erschossen oder in Stücke geschossen wurden. Seine Sache war fast verloren, bis er den riskanten Schritt unternahm, seine Streitkräfte zu teilen und eine Gruppe zu entsenden, um einen amphibischen Angriff auf Südportugal zu starten. Die Algarve fiel der Streitkraft zum Opfer, die dann direkt nach Norden nach Lissabon marschierte und am 24. Juli die Kapitulation Lissabons errang. Peter unterwarf den Rest des Landes, doch gerade als der Konflikt zu Ende zu gehen schien, griff sein spanischer Onkel Don Carlos ein, der versuchte, nach der Krone seiner Nichte Isabel II. zu greifen. In diesem größeren Konflikt, der die gesamte Iberische Halbinsel erfasste, dem Ersten Karlistenkrieg, verbündete sich der Herzog von Braganza mit den liberalen spanischen Armeen, die Isabel II. treu waren, und besiegte sowohl Michael I. als auch Carlos. Ein Friedensabkommen wurde am 26. Mai 1834 erreicht.
Peter war somit erneut Regent Portugals, Maria II. wieder Königin. Über Versuche Peters, mit seinem Bruder zu einem Ausgleich zu kommen und diesem den Titel eines königlichen Infanten von Portugal zu belassen und eine angemessene Apanage im Ausland zu zahlen, kam es allerdings zu einem Zerwürfnis mit den neu einberufenen Cortes, die in Erinnerung der Grausamkeiten, die Michael während seiner Herrschaft in Portugal begangen hatte, nicht bereit waren, dem Ex-König entgegenzukommen.

#### Tod

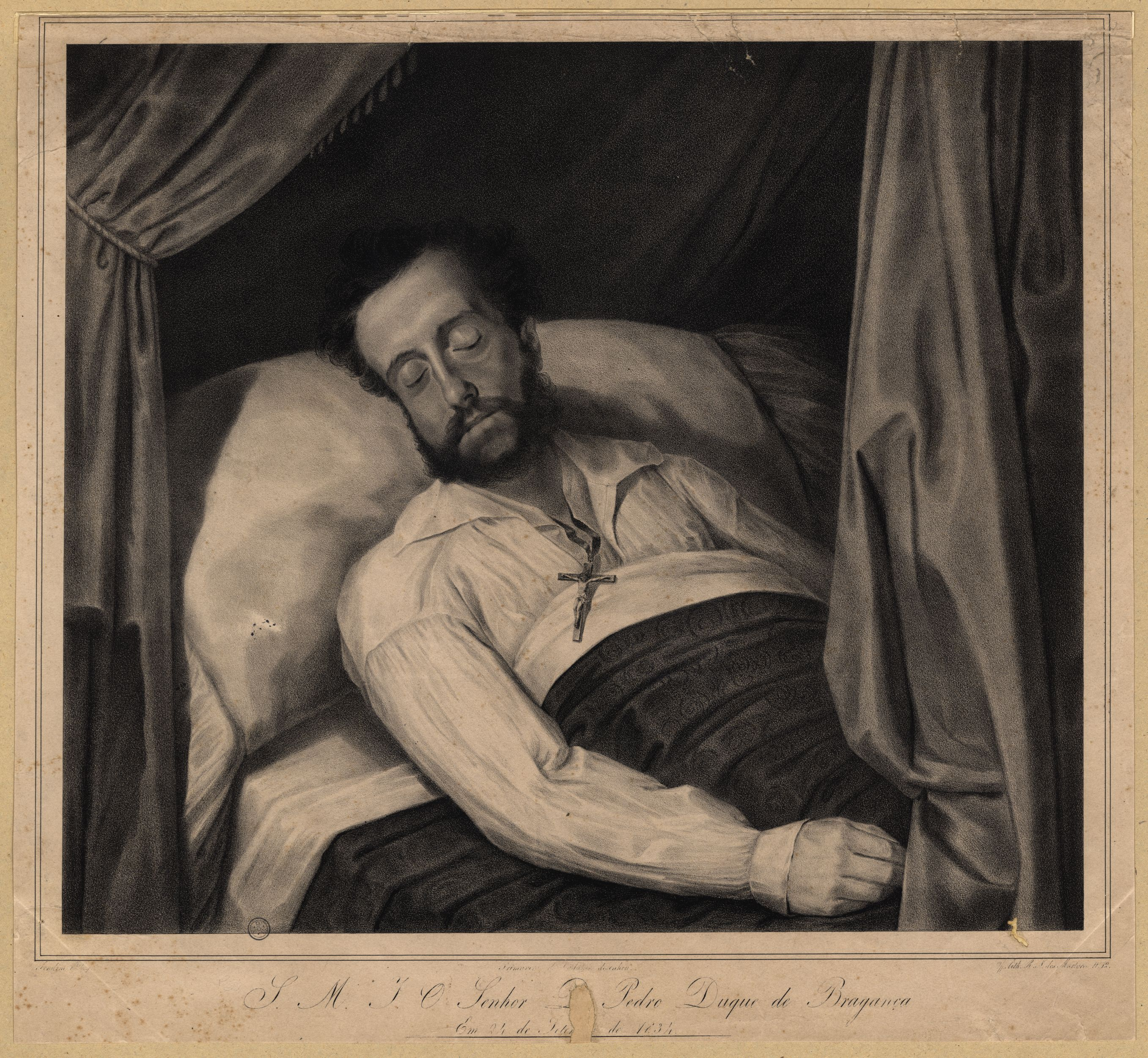
Peter auf seinem Totenbett, September 1834

Mit Ausnahme von Epilepsiezuständen, die sich alle paar Jahre in Anfällen manifestierten, war Pedro stets gesund geblieben. Der Krieg jedoch verschlechterte seine gesundheitliche Verfassung erheblich.  Peter war bereits todkrank und zog sich aus der portugiesischen Politik zurück. Seine Tochter wurde von den Cortes für volljährig erklärt, so dass seine Regentschaft auch offiziell endete.  Pedro diktierte den Brasilianern einen offenen Brief, in dem er die schrittweise Abschaffung der Sklaverei forderte. Er warnte sie: „Die Sklaverei ist ein Übel und ein Angriff auf die Rechte und die Würde der menschlichen Spezies, aber ihre Folgen sind für diejenigen, die in Gefangenschaft leiden, weniger schädlich als für die Nation, deren Gesetze die Sklaverei zulassen. Es ist ein Krebs, der seine Moral verschlingt.“ Nach einer langen und schmerzhaften Krankheit starb Pedro am 24. September 1834 um 14.30 Uhr an Tuberkulose. Auf seinen Wunsch hin wurde sein Herz in die Lapa-Kirche von Porto gelegt und sein Körper im königlichen Pantheon des Hauses Braganza beigesetzt (getrennte Bestattung). Die Nachricht von seinem Tod traf am 20. November in Rio de Janeiro ein, aber seine Kinder wurden erst nach dem 2. Dezember informiert. Bonifácio, der als ihr Vormund entlassen worden war, schrieb an Peter II. und seinen Schwestern: „Dom Pedro starb nicht. Nur gewöhnliche Männer sterben, keine Helden.“
Anlässlich des 200. Jahrestages der Unabhängigkeit wurde Peters Herz nach Brasilien überführt und am 24. August 2022 von Staatspräsident Jair Bolsonaro in Brasilia mit militärischen Ehren empfangen. Dort wurde es im Außenministerium öffentlich zur Schau gestellt. Es kehrte am 9. September nach Porto zurück und wurde eine Weile in der Kirche Nossa Senhora da Lapa in Porto ausgestellt.

## Orden
- Orden der Rose

## Familie

### Erste Ehe
Am 6. November 1817 heiratete er in erster Ehe in Rio de Janeiro Erzherzogin Maria Leopoldine von Österreich (* 22. Januar 1797; † 11. Dezember 1826), eine Tochter von Kaiser Franz I. von Österreich und der Maria Theresia von beiden Sizilien. Die Ehe verlief für die Erzherzogin nicht glücklich, da Peter offen seine Geliebte seiner Frau vorzog. Auch vermutet man, dass die Misshandlungen von Pedro und die darauf zurückzuführende Fehlgeburt das Leben der noch nicht 30-jährigen Leopoldine auslöschten.
Aus der Ehe stammen folgende Kinder:
- Maria da Gloria (* 4. April 1819; † 15. November 1853), Königin von Portugal
- Miguel (*/† 1820)
- Johann Karl (* 6. März 1821; † 4. Februar 1822)
- Januária Maria (* 11. März 1822; † 13. März 1901) ⚭ Ludwig von Bourbon (1824–1897), Prinz beider Sizilien (identisch mit Luigi Carlo, Graf von Aquila)
- Paula Mariana (* 17. Februar 1823; † 16. Januar 1833)
- Franziska (* 2. August 1824; † 27. März 1898), ⚭ 1843 Franz von Orléans, Fürst von Joinville, einen Sohn von König Ludwig Philipp von Frankreich
- Peter II. (* 2. Dezember 1825; † 5. Dezember 1891), Kaiser von Brasilien

### Zweite Ehe
In zweiter Ehe vermählte er sich am 17. Oktober 1829 mit Prinzessin Amélie von Leuchtenberg (* 31. Juli 1812; † 26. Januar 1873), Tochter von Eugène de Beauharnais, eines Stiefsohns Napoleons, und Auguste von Bayern, einer Tochter von König Maximilian I. von Bayern.
Aus dieser Ehe ging eine Tochter hervor:
- Maria Amalia (* 1. Dezember 1831; † 4. Februar 1853)

### Uneheliche Nachfahren
Zudem war er Vater folgender unehelicher Kinder mit Domitília de Castro Canto e Melo:
- Isabel Maria (* 23. Mai 1824; † 13. November 1898) ⚭ 17. April 1843 mit Ernst (von) Fischler Graf von Treuberg (* 1. Juni 1810; † 14. Mai 1867)
- Pedro (* 7. Dezember 1825; † 27. Dezember 1825)
- Maria Isabel (* 13. August 1827; † 25. Oktober 1828)
- Maria Isabel II. (* 28. Februar 1830; † 13. September 1896)